# Lambada
Cet article concerne la danse et le genre musical. Pour la chanson, voir Lambada (chanson).

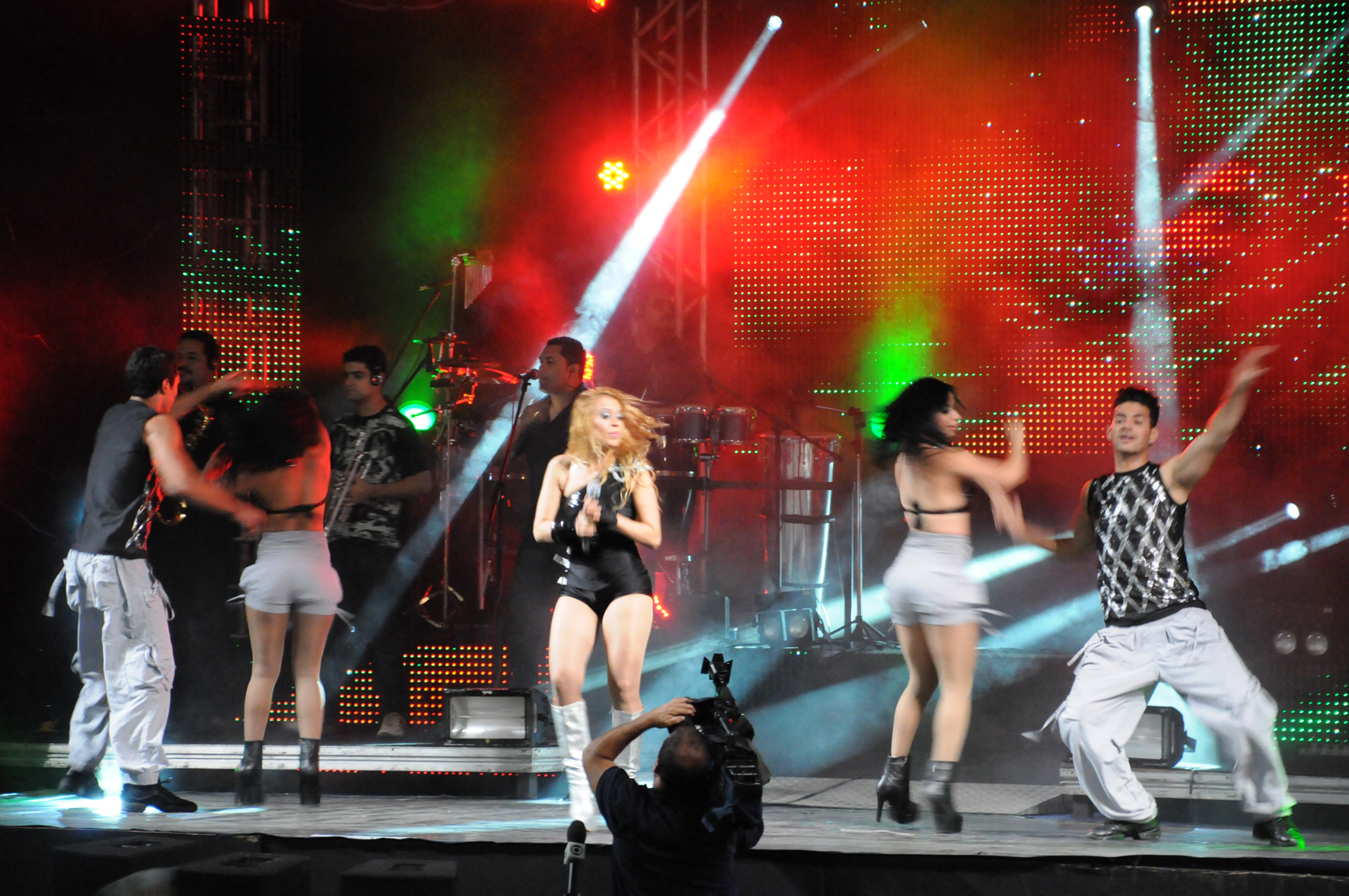
Spectacle de musique et danse Lambada (2009)

La lambada est une danse et un genre musical du Brésil très populaire au début des années 1990, qui mélange carimbo, reggae, salsa et merengue.
Lors de cette danse un couple, corps contre corps, ondule des hanches et des épaules et place de temps en temps un de ses genoux entre les jambes du partenaire. Elle a été popularisée dans le monde par un tube français de l'été 1989, qui était un plagiat. La lambada (danse) a continué ensuite de se développer au Brésil et ailleurs, au travers par exemple du zouk brésilien.

## Origines
Le mot lambada signifierait littéralement « coup de fouet » (en portugais-brésilien) ou « claque ».
La danse carimbó est un rythme musical typique de Belém, dans l'État du Pará au Brésil, considéré comme un des ancêtres de la lambada,.

## Popularité internationale

### Llorando se fueet laLambadade Kaoma
Des producteurs français rapportent du Brésil le rythme de la lambada en France, en adaptant et en faisant enregistrer par le groupe Kaoma la mélodie de la chanson Llorando se fue, du groupe bolivien de musique andine Los Kjarkas. Ils ne déclarent cependant pas à la SACEM le nom des auteurs de la version originelle de la chanson. Ceux-ci feront valoir leurs droits et obtiendront gain de cause en 1991 en percevant les 6 millions de francs (1,3 million d'euros environ) de droits d’auteur que Kaoma avait indûment reçus.
En 1989, le vidéo-clip diffusé en boucle à la télévision fait de la lambada le tube de l'été. La Lambada est, en France, dans le Top-10 des chansons les plus vendues de tous les temps (1 735 000 exemplaires). Le vidéo-clip est mixte : il est à la fois une mise en images de la chanson, et une publicité pour la marque de boissons Orangina. Sa diffusion est omniprésente sur la chaîne TF1, privatisée depuis peu, car il constitue une double opération commerciale : elle fabrique le tube de l'été, tout en faisant de la publicité.
Kaoma connaît d'autres succès ensuite, avec des titres comme Dançando La Lambada et Tago Mago. Chico et Roberta, les deux enfants que l'on voit dans le clip, enregistrent eux aussi plusieurs disques. Loalwa Braz, la chanteuse de Kaoma, a ensuite fait une carrière solo.
Le succès de cette chanson est mondial, mais très bref. Il y a même un film baptisé Lambada, et un autre film sur le sujet, The Forbidden Dance is lambada, qui, selon le journal Le Monde, « restent sur nombre de listes des pires navets réalisés ».

## Évolution de la lambada
La musique lambada étant passée de mode au cours des années 1990, les danseurs ont cherché à adapter la danse sur d'autres styles,  dont notamment le zouk.
En 2011, la chanteuse américaine Jennifer Lopez réadapte le tube Lambada  du groupe Kaoma pour un single de rythme électronique intitulé On the Floor,,.